# GULP1
GULP1 (англ. GULP, engulfment adaptor PTB domain containing 1) – білок, який кодується однойменним геном, розташованим у людей на 2-й хромосомі. Довжина поліпептидного ланцюга білка становить 304 амінокислот, а молекулярна маса — 34 490.
| 10         |  | 20         |  | 30         |  | 40         |  | 50         |
| ---------- |  | ---------- |  | ---------- |  | ---------- |  | ---------- |
| MNRAFSRKKD |  | KTWMHTPEAL |  | SKHFIPYNAK |  | FLGSTEVEQP |  | KGTEVVRDAV |
| RKLKFARHIK |  | KSEGQKIPKV |  | ELQISIYGVK |  | ILEPKTKEVQ |  | HNCQLHRISF |
| CADDKTDKRI |  | FTFICKDSES |  | NKHLCYVFDS |  | EKCAEEITLT |  | IGQAFDLAYR |
| KFLESGGKDV |  | ETRKQIAGLQ |  | KRIQDLETEN |  | MELKNKVQDL |  | ENQLRITQVS |
| APPAGSMTPK |  | SPSTDIFDMI |  | PFSPISHQSS |  | MPTRNGTQPP |  | PVPSRSTEIK |
| RDLFGAEPFD |  | PFNCGAADFP |  | PDIQSKLDEM |  | QEGFKMGLTL |  | EGTVFCLDPL |
| DSRC       |  |            |  |            |  |            |  |            |

A: Аланін

C: Цистеїн

D: Аспарагінова кислота

E: Глутамінова кислота

F: Фенілаланін

G: Гліцин

H: Гістидин

I: Ізолейцин

K: Лізин

L: Лейцин

M: Метіонін

N: Аспарагін

P: Пролін

Q: Глутамін

R: Аргінін

S: Серин

T: Треонін

V: Валін

W: Триптофан

Кодований геном білок за функцією належить до фосфопротеїнів. 
Задіяний у таких біологічних процесах, як апоптоз, транспорт, транспорт ліпідів, альтернативний сплайсинг. 
Локалізований у цитоплазмі.